# Ma'oz cur
Ma'oz cur (hebrejsky מעוז צור‎) je píseň, která se tradičně zpívá po zapálení světel během židovského svátku Chanuka. Podle Leopolda Zunze byla napsána pravděpodobně ve 13. století.

## Text
| Transkripce | Překlad |
| --- | --- |
| Ma’oz cur ješu’ati, lecha na’e lešabeach. Tikon bejt tefilati, ve-šam toda nezabeach. Le-et tachin matbeach, mi-car ha-menabeach. Az egmor be-šir mizmor, chanukat ha-mizbeach.                 | Mocná skálo spásy mé, Tebe chválit je příjemné. Obnov Dům modlitby mé a tam oběti díků přinášet budeme. Až pomstu uchystáš těm modlářským psům, tehdy za zpěvu žalmů bude oltář zasvěcen. |
| Ra’ot sav’a nafši, be-jagon kochi kila. Chajaj mereru be-koši, be-ši'bud malchut egla. U-ve-jado ha-gdola, hoci et ha-segula. Chel par’o ve-chol zar’o, jardu ke-even bi-mecula.                | Nesnáze zahltily duši mou, když mou sílu pozřel žal. Můj život zhořkl těžkostmi, jako dobytče jsem byl spoután. Ale Svou silnou rukou vyvedl ven své předrahé, faraonovo vojsko a všechno jeho plémě padlo jako kámen do hlubin.                                                               |
| Dvir kodšo hevi’ani, ve-gam šam lo šakateti. U-va noges ve-higlani, ki zar'im avadeti. Ve-jejn ra’al masachti, kim’at še’avarti. Kec Bavel Zerubavel, le-kec šiv’im noša'ti.                    | K příbytku Své svatosti mě přivedl, avšak ani tam jsem nenalezl klid. Tyran přišel, do vyhnanství mě uvrhl, za to že jsem modlám sloužil. Jak po silném vínu jsem se třásl, když jsem svou zemi opouštěl, avšak konec Babylona nastal se Zerubavelem, po sedmdesáti letech jsem byl zachráněn. |
| Krot komat be-roš bikeš Agagi ben Hamdata. Ve-nihjeta lo le-fach u-le-mokeš, ve-ga’avato nišbata. Roš Jemini niseta, ve-ojev šemo machita. Rov banav ve-kinjanav, al ha-ec talita.              | Vysoké cypřiše zatoužil i s kořeny vytrhnout Agagovec (Haman), syn Hamdatův, však léčkou se mu jeho záměr stal, jeho zpupnost byla umlčena. Hlavu Benjaminovce jsi povýšil, avšak nepřítele, jeho jméno, jsi zadupal, množství jeho synů a vše, co nabyl, na dřevě pověsil.                    |
| Jevanim nikbecu alaj, azaj bi-mej Chašmanim. U-farcu chomot migdalaj, ve-tim’u kol ha-šemanim. U-mi-notar kankanim, na’asa nes la-šošanim. Bnej vina jemej šmona, kov’u šir u-rnanim.           | Řekové se proti mně shromáždili, tehdy za dnů Chašmonejců, prolomili zdi mých věží a všechen olej znesvětili. Z jediné nádoby, co zbyla, však stal se zázrak liliím. A muži moudří pak ustanovili k písni a jásotu těch osm dní.                                                               |
| Chasof zro’a kodšecha, ve-karev kec ha-ješu’a. Nekom nikmat dam avadecha, me-uma ha-reša’a. Ki orcha lanu ha-ša’a ve-ejn kec li-mej ha-ra’a. Deche admon be-cel calmon, hakem lanu ro’im šiv’a. | Odhal Svou svatou paži a přibliž spásu konečnou, pomsti krev Svého služebníka od národa svévolného. Dlouho už trvá tento čas a zlé dny konce nemají, zapuď Edom do nejhlubšího stínu a sedm pastýřů ustanov pro nás.                                                                           |